# Rolf Annerberg

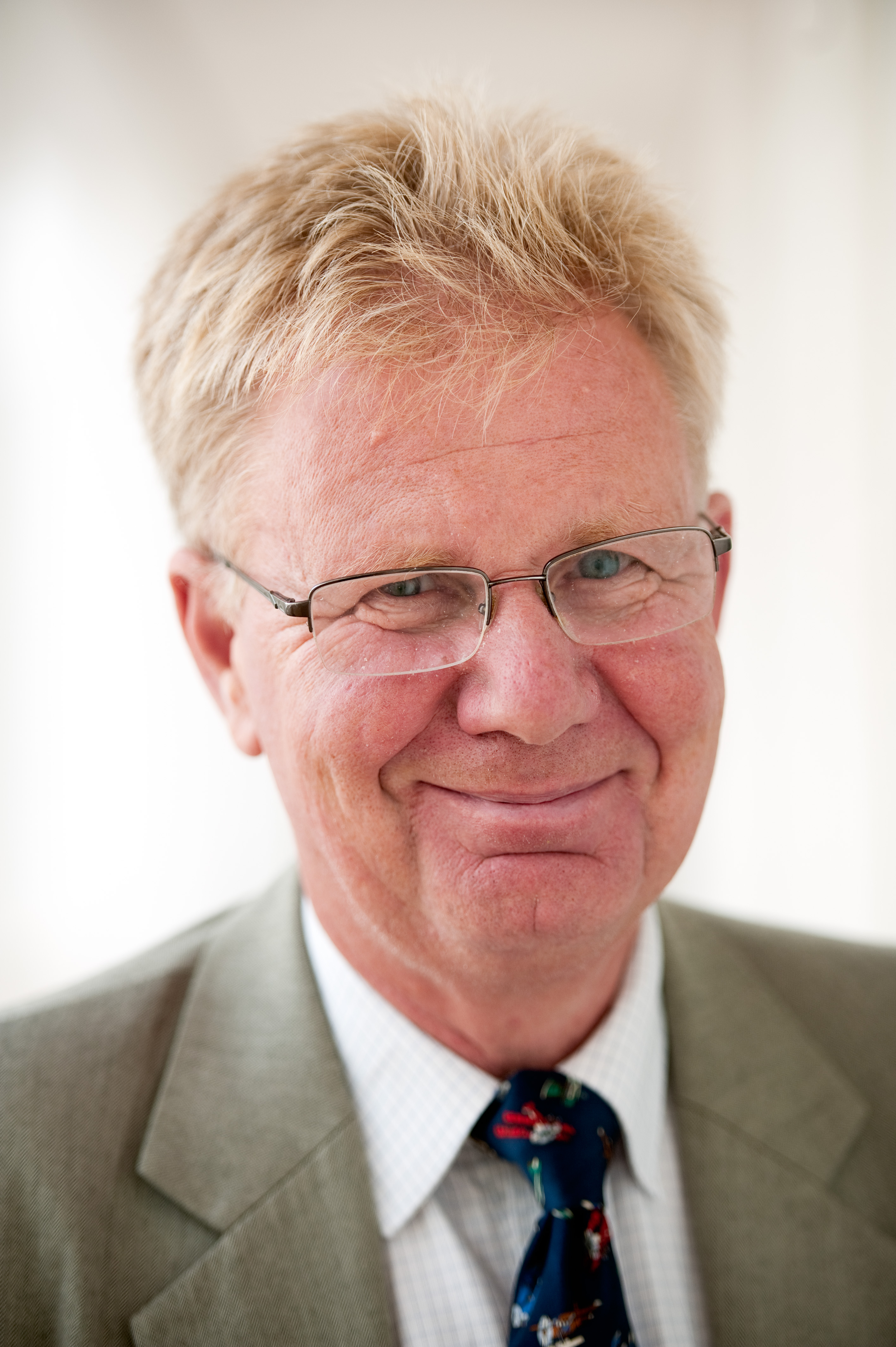
Rolf Annerberg (15. September 2010)

Rolf Gösta Annerberg (* 15. Dezember 1948 in Enskede-Årsta, Stockholm) ist ein schwedischer Regierungsbeamter und Politiker der Schwedischen Sozialdemokratischen Arbeiterpartei SAP (Sveriges socialdemokratiska arbetareparti), der unter anderem zwischen 1984 und 1986 und von 1990 bis 1991 Staatssekretär im Industrieministerium sowie zwischenzeitlich zwischen 1987 und 1990 Staatssekretär im Umwelt- und Energieministerium war. Im Anschluss war er von 1991 bis 1999 Generaldirektor der Staatlichen Umwelt- und Naturschutzbehörde SNV (Statens naturvårdsverk).

## Leben
Rolf Gösta Annerberg, Sohn von Gösta Annerberg und dessen Ehefrau Birgit Mörk, begann nach dem Schulbesuch ein Studium der Politikwissenschaften, welches er 1972 als „Politices magister“ beendete. Er war im letzten Studienjahr von 1971 bis 1972 Mitarbeiter des Versicherers Folksam und trat 1972 als Anwärter in das Nationale Rechnungsprüfungsamt RRF (Riksrevisionsverket) ein und wurde dort 1973 zunächst Revisor sowie 1974 Bürodirektor. Nachdem er zwischen 1975 und 1979 Untersuchungssekretär im Finanz- und Haushaltsministerium war, wechselte er 1979 als Abteilungssekretär (Departementssekreterare) ins Industrieministerium und fungierte daraufhin zwischen 1983 und 1984 als Departementsråd Leiter einer Abteilung in diesem Ministerium.
Während der von der Sozialdemokratischen Arbeiterpartei SAP gestellten Regierung Palme II (1982 bis 1986), Regierung Carlsson I (1986 bis 1990) sowie Regierung Carlsson II (1990 bis 1991) war Annerberg zwischen 1984 und 1986 zunächst Staatssekretär für Energie im Industrieministerium (Statssekreterare för energifrågor i Industridepartementet). Nachdem er von 1987 bis 1990 Staatssekretär im Umwelt- und Energieministerium (Miljö- och energidepartementet) war, fungierte er zwischen 1990 und 1991 abermals als Staatssekretär im Industrieministerium. Nach seinem Ausscheiden aus der Regierung wurde er 1991 Generaldirektor der Staatlichen Umwelt- und Naturschutzbehörde SNV (Statens naturvårdsverk) und damit Nachfolger von Valfrid Paulsson, der diese Behörde seit ihrer Gründung 1967 geleitet hatte. Er bekleidete dieses Amt bis 1999 und wurde daraufhin von Lars-Erik Liljelund abgelöst. Daraufhin fungierte er von 1999 bis 2006 als Kabinettschef von Margot Wallström, die in der Europäischen Kommission zwischen 1999 und 2004 EU-Kommissarin für Umwelt und danach von 2004 bis 2010 Vizepräsidentin der EU-Kommission sowie EU-Kommissarin für institutionelle Beziehungen und Kommunikationsstrategie war.
2007 löste Rolf Annerberg Lisa Sennerby Forsse als Vorsitzender des Forschungsrates für Umwelt, Landindustrie und Gemeindeentwicklung FORMAS (Forskningsrådet för miljö, areella näringar och samhällsbyggande) ab und hatte diese Funktion bis 2013, woraufhin Ingrid Petersson seine Nachfolge antrat. Als er im Oktober 2009 der Regierung sein Gutachten „Miljömålen i nya perspektiv“ (‚Umweltziele in neuen Perspektiven‘) vorgelegt hatte, wurde der Vorschlag sofort von der Umweltbewegung kritisiert. Er reagierte auf die Kritik und erklärte, dass Ziele nicht unerreichbar sein sollten.
Er wurde am 1. Januar 2015 Vorstandsvorsitzender der Staatlichen Verkehrsbehörde TS (Transportstyrelsen). Am 18. Juli 2017 kündigte Infrastrukturministerin Anna Johansson an, dass Annerberg aus seinem Amt entlassen wurde, da die Regierung kein Vertrauen in die Art und Weise habe, wie der Vorstand die IT-Beschaffung der TS abwickelt. Im März 2018 räumte er vor dem Ausschuss zur Untersuchung des IT-Skandals bei der TS ein, dass er früher hätte reagieren sollen.
Er war zudem Vorstandsmitglied des Jagdverbandes (Svenska Jägareförbundet), trat von diesem Amt aber im August 2017 zurück.
Annerberg heiratete 1985 Monica Vemmerstad (* 1955).